# The Deadly Battle at Hicksville
The Deadly Battle at Hicksville è un cortometraggio muto del 1914 scritto, diretto e interpretato da Marshall Neilan. L'attrice Ruth Roland è la protagonista della storia, una sorta di parodia sulla guerra di secessione.

## Produzione
Il film venne prodotto dalla Kalem Company

## Distribuzione
Distribuito dalla General Film Company, uscì nelle sale cinematografiche statunitensi il 31 luglio 1914. Venne distribuito nuovamente nel 1917.